# Ђестури
Ђестури (итал. Gesturi) је насеље у Италији у округу Медио Кампидано, региону Сардинија.
Према процени из 2011. у насељу је живело 1226 становника. Насеље се налази на надморској висини од 311 м.

## Становништво
| 1936. | 1951. | 1961. | 1971. | 1981. | 1991. | 2001. | 2011. |
| ----- | ----- | ----- | ----- | ----- | ----- | ----- | ----- |
| 1.709 | 1.827 | 1.801 | 1.567 | 1.515 | 1.480 | 1.430 | 1.280 |